# シダー・ウォルトン
シダー・ウォルトン（Cedar Walton、1934年1月17日 - 2013年8月19日）は、アメリカ合衆国テキサス州ダラス出身のジャズ・ピアニスト、作曲家。

## 来歴
大学卒業後、音楽活動のために1955年にニューヨークへ出るが、程なくして徴兵のために2年間軍隊で過ごす。アメリカへ戻るとケニー・ドーハムのバンドに加わって活動を始めた。以後、アート・ファーマー・ベニー・ゴルソンのジャズテットやジジ・グライス、ルー・ドナルドソンらのグループに参加。また、ジョン・コルトレーンの『ジャイアント・ステップス』の録音に参加した。
1961年には、ピアニスト、アレンジャーとしてアート・ブレイキーのジャズ・メッセンジャーズへ加入。3年間籍を置きウェイン・ショーター、フレディ・ハバード、カーティス・フラーらと活動をともにした。
1964年にジャズ・メッセンジャーズを脱退後は様々なミュージシャンと演奏を行っており、サム・ジョーンズ、ビリー・ヒギンスらと来日もしている。日本のミュージシャンでは渡辺貞夫、笠井紀美子、山本剛や鈴木勲らと共演した。
2013年8月、ニューヨークの自宅で病死。

## 人物
強く弾いても音の美しさが崩れない、「鈴の音」と形容されるピアノタッチが彼の特色。
作曲家としても非凡な才能を持ち、「ボリビア」といったスタンダード・ナンバーや、ジャズ・メッセンジャーズ時代には日本語にちなんだ「Ugetsu」などを作曲した。

## ディスコグラフィ

### リーダー・アルバム
- 『シダー!』 - Cedar! (1967年、Prestige) ※初のリーダー・アルバム。トランペットにケニー・ドーハム、テナー・サックスにジュニア・クックを配したクインテット編成
- 『スペクトラム』 - Spectrum (1968年、Prestige)
- The Electric Boogaloo Song (1969年、Prestige)
- 『ソウル・サイクル』 - Soul Cycle (1970年、Prestige)
- 『ブレークスルー!』 - Breakthrough! (1972年、Cobblestone) ※ハンク・モブレー（テナー・サックス）とチャールズ・デイヴィス（バリトンとソプラノ・サックス）という2サックスをフロントに据えたクインテット演奏。プロデューサーはプレスティッジ時代と同じドン・シュリッテン。アントニオ・カルロス・ジョビンのボサノヴァや、『ある愛の詩』のテーマが「流行りもの」として取り上げられている。本作がハンク・モブレーのラスト・レコーディングとなった
- 『メビウス』 - Mobius (1975年、RCA)
- 『ザ・ペンタゴン』 - The Pentagon (1976年、East Wind) ※ザ・ペンタゴン名義
- 『ビヨンド・メビウス』 - Beyond Mobius (1976年、RCA)
- 『アニメーション』 - Animation (1978年、Columbia)
- Soundscapes (1980年、Columbia)
- 『マエストロ』 - The Maestro (1981年、Muse) ※with アビー・リンカーン
- Piano Solos (1981年、Clean Cuts)
- 『ハート・アンド・ソウル』 - Heart & Soul (1981年、Timeless) ※with ロン・カーター
- 『シダー・ウォルトン〜ロン・カーター〜ジャック・ディジョネット』 - The All American Trio (1984年、Baystate) ※with ロン・カーター、ジャック・ディジョネット
- 『シダー・ウォルトン』 - Cedar Walton (1986年、Timeless)
- Bluesville Time (1986年、Criss Cross)
- Blues for Myself (1986年、Red)
- 『シダー・ウォルトン・プレイズ・フィーチャリング・ロン・カーター&ビリー・ヒギンズ』 - Cedar Walton Plays (1987年、Delos)
- 『スタンダード・アルバム』 - Standards (1988年、California Breeze) ※ザ・ヴィップ・トリオ名義
- 『スタンダード・アルバムVol.2』 - Standards Vol 2 (1988年、California Breeze) ※ザ・ヴィップ・トリオ名義
- Duo (1991年、Red) ※with デヴィッド・ウィリアムス
- As Long as There's Music (1993年、Muse)
- Manhattan Afternoon (1994年、Criss Cross)
- Composer (1996年、Astor Place)
- Roots (1997年、Astor Place)
- 『マンハッタン・アフター・アワーズ』 - Manhattan After Hours (1999年、Twinz)
- The Promise Land (2001年、HighNote)
- Latin Tinge (2002年、HighNote)
- Underground Memoirs (2005年、HighNote)
- 『ミッドナイト・ワルツ』 - Midnight Waltz (2005年、Venus)
- One Flight Down (2006年、HighNote)
- Seasoned Wood (2008年、HighNote)
- Voices Deep Within (2009年、HighNote)
- Cedar Chest (2010年、HighNote)
- 『ソング・オブ・デライラ』 - Song of Delilah (2011年、Venus)
- The Bouncer (2011年、HighNote)

### ライブ・アルバム
- 『ナイト・アット・ブーマーズ vol.1』 - A Night at Boomers, Vol. 1 (1973年、Muse) ※ヴィレッジのジャズ・クラブ「ブーマーズ」で実況録音されたライブ盤。クリフォード・ジョーダン参加。「流行りもの」はバート・バカラックの「ジス・ガイ」1曲だけに抑えられている。演奏されているのはウォルトンのオリジナルが1曲（「ホーリー・ランド」）、ジョーダンのオリジナルが1曲、あとはすべてスタンダード曲（「セント・トーマス」「ネイマ」「ブルー・モンク」「ステラ・バイ・スターライト」）
- 『ナイト・アット・ブーマーズ vol.2』 - A Night at Boomers, Vol. 2 (1973年、Muse)
- 『ピット・イン』 - Pit Inn (1975年、East Wind)
- Firm Roots (1976年、Muse)
- 『ファースト・セット』 - First Set (1978年、SteepleChase) ※テナーの新星ボブ・バーグを加えたカルテット編成によるコペンハーゲンのモンマルトルでのライブ録音
- 『セカンド・セット』 - Second Set (1979年、SteepleChase)
- 『サード・セット』 - Third Set (1983年、SteepleChase)
- Cedar's Blues (1985年、Red)
- The Trio 1 (1986年、Red)
- The Trio 2 (1986年、Red)
- The Trio 3 (1986年、Red)
- Among Friends (1989年、Theresa) ※1982年録音
- 『マイ・ファニー・バレンタイン』 - My Funny Valentine (1991年、Sweet Basil) ※スイート・ベイジル・トリオ名義
- 『スウィート・ロレイン』 - Cedar Walton at Maybeck (1992年、Concord Jazz)
- 『アット・グッディ・クラブ』 - At Good Day Club (1993年、TDK) ※1989年録音
- 『アート・ブレイキー・レガシー』 - The Art Blakey Legacy (1993年、Sweet Basil)
- 『ライヴ・アット・スイート・ベイジル / バンビーノ』 - Plays the Music of Art Blakey - Bambino (1998年、Evidence)
- Reliving The Moment – Live At The Keystone Korner (2014年、HighNote) ※1977年-1978年録音
- Charmed Circle (2017年、HighNote) ※1979年録音
- 『ファンジー・ママ』 - Fungii Mama (2022年、Solid) ※1985年-1986年録音

### イースタン・リベリオン
- 『イースタン・リベリオン』 - Eastern Rebellion (1976年、Timeless) ※with ジョージ・コールマン、サム・ジョーンズ、ビリー・ヒギンス
- 『イースタン・リベリオン 2』 - Eastern Rebellion 2 (1977年、Timeless) ※with ボブ・バーグ、サム・ジョーンズ、ビリー・ヒギンス
- 『イースタン・リベリオン 3』 - Eastern Rebellion 3 (1980年、Timeless) ※with カーティス・フラー、ボブ・バーグ、サム・ジョーンズ、ビリー・ヒギンス
- 『イースタン・リベリオン 4』 - Eastern Rebellion 4 (1984年、Timeless) ※with カーティス・フラー、ボブ・バーグ、アルフレード・チョコラーテ・アルメンテロス、デヴィッド・ウィリアムス、ビリー・ヒギンス
- 『モザイク〜トリビュート・トゥ・アート・ブレイキー』 - Mosaic (1992年、MusicMasters) ※with ラルフ・ムーア、デヴィッド・ウィリアムス、ビリー・ヒギンス
- Simple Pleasure (1993年、MusicMasters) ※with ラルフ・ムーア、デヴィッド・ウィリアムス、ビリー・ヒギンス
- Just One of Those... Nights at the Village Vanguard (1994年、Jazz Heritage) ※with ラルフ・ムーア、デヴィッド・ウィリアムス、ビリー・ヒギンス
- 『イースタン・リベリオン 5〜ライヴ・イン・ブレーメン1976』 - Eastern Rebellion 5 Live (2021年、Timeless)

### ザ・タイムレス・オールスターズ
- 『イッツ・タイムレス』 - It's Timeless (1982年、Timeless)
- 『タイムレス・ハート』 - Timeless Heart (1983年、Timeless)
- 『エッセンス』 - Essence (1986年、Delos)
- Time for the Timeless All Stars (1991年、Early Bird)
- In a New York Minute (1999年、Milestone) ※with イアン・ショウ